# Cofradía de la Entrada de Jesús en Jerusalén (Zaragoza)
La Cofradía de la Entrada de Jesús en Jerusalén es una de las 25 cofradías penitenciales de la Semana Santa en Zaragoza, fundada en 1938.

## Orígenes

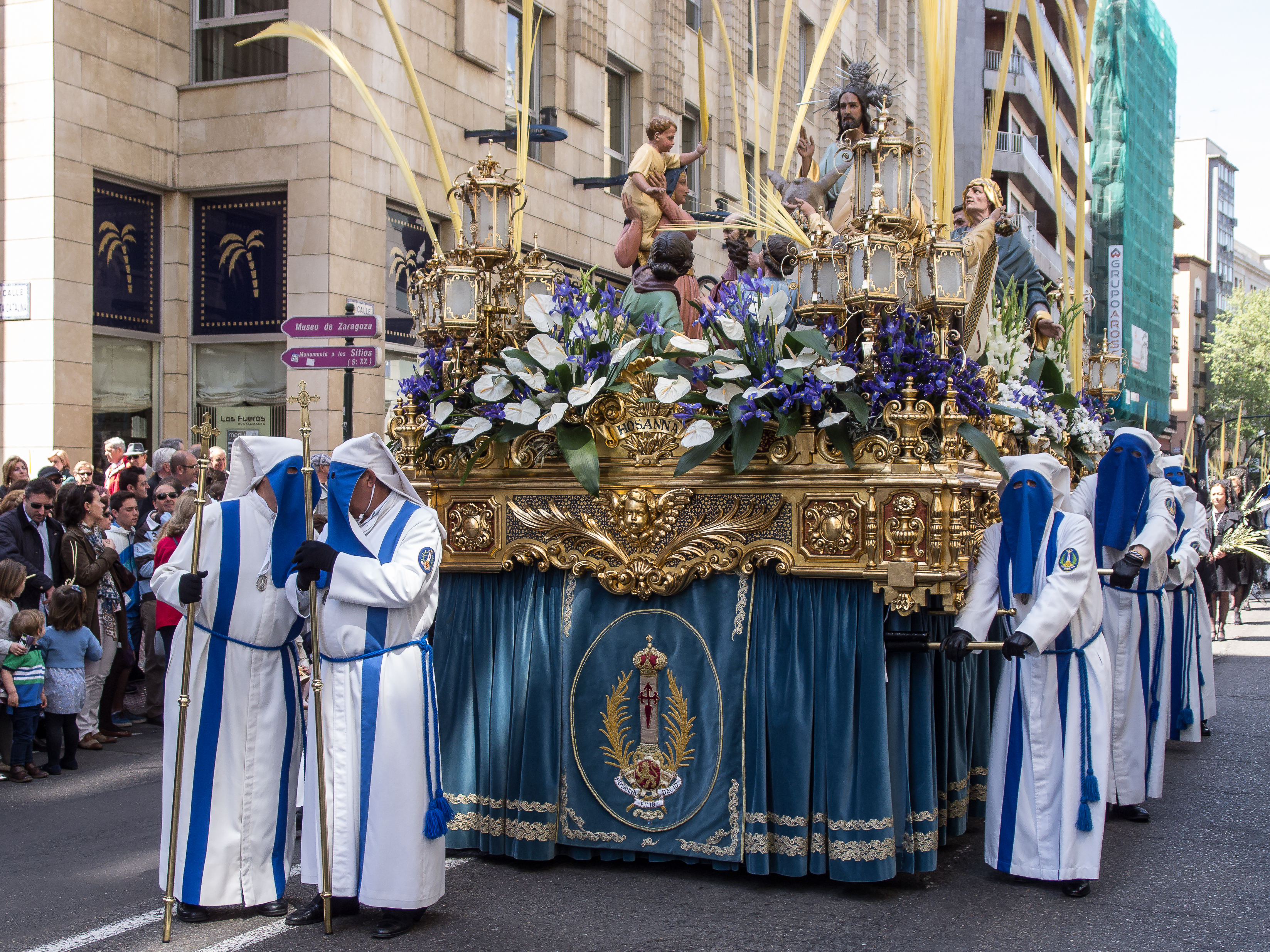
Paso de La Entrada

Los orígenes se remontan al año 1933 cuando empleados de Banca, Cajas de Ahorros y Compañías de Seguros decidieron fundar una cofradía. Tras haber sido incendiado el Paso de la Entrada de Jesús en Jerusalén, del escultor Antonio Palao en las revueltas de 1931. Se consultó con la Hermandad de la Sangre de Cristo para que se admitiese con ese mismo nombre adquiriendo esta última el compromiso de encargar un nuevo Paso procesional con esta misma advocación. Una vez que la respuesta fue afirmativa formalizaron  su fundación el 7 de agosto de 1938 en el piso principal de la calle Torrenueva 8 de Zaragoza. El 22 de diciembre de 1963 se integró en el colegio de "El Pilar" de los Hermanos Maristas de la calle San Vicente de Paúl de Zaragoza y trasladó nuevamente su sede social al nuevo Colegio "El Pilar-Maristas" del barrio del Actur 
Tipos de miembros:
- Cofrades Numerarios
- Cofrades no Numerarios
- Cofrades Protectores
- Cofrades de Honor

## Hábito
El hábito está compuesto por una túnica blanca con dos rayas azules longitudinales en el frente, desde el hombro hasta el borde inferior; cíngulo azul; calcetines, zapatos y guantes negros; capirote azul y puntiagudo o tercerol blanco con antifaz azul.

## Anagrama
El anagrama es la Santa Columna de la Virgen del Pilar coronada, con la Cruz de Santiago en el fuste y a los pies de la columna el escudo de Zaragoza orlado con dos palmas y la leyenda "Hosanna Filio David".

## Instrumentos
Tambores, bombos, timbales y, como instrumento propio y distintivo, carracas en forma de cruz del mismo color que el capirote.

## Sedes
Sede Canónica:catedral de santa maria, calle cardenal Cisneros, s/n 45002-Toledo
Sede Social: Colegio "El Pilar" de los Hermanos Maristas de Zaragoza, Rafael Alberti, 5 50015-Zaragoza.

## Enlaces de interés
- Wikimedia Commons alberga una categoría multimedia sobre Cofradía de la Entrada de Jesús en Jerusalén.
- Semana Santa en Zaragoza
- Página de la cofradía

- Datos: Q29960742
- Multimedia: Cofradía de la Entrada de Jesús en Jerusalén (Zaragoza) / Q29960742